# 여명의 진실
《여명의 진실》(True at First Light)은 1999년 사후에 출간된 어니스트 헤밍웨이의 책이다. 1953년부터 1954년까지 헤밍웨이의 네 번째 부인인 메리와 동아프리카의 사파리를 여행한 이야기를 다루고 있다. 헤밍웨이 사후 100주년을 기념해 출간된 이 책은 대체로 부정적인 평가를 받았으며, 작가의 사후에 책을 어떻게 출간해야 되는지에 대한 논쟁을 불러일으켰다. 언론의 이러한 부정적인 반응과 반대로, 헤밍웨이 연구 학자들은 후기 헤밍웨이의 작품 중 하나로 눈여겨볼 만한 복잡한 소설로 평가한다.
1954년 1월 이틀 동안 헤밍웨이와 메리는 아프리카에서 두 차례 비행기 추락 사고를 겪는다. 이 사고 이후 헤밍웨이는 엔테베에 도착해 기자들의 질문을 받았고, 언론은 헤밍웨이의 부고 소식을 잘못 보도하기도 하였다. 이 사고로 헤밍웨이는 심각한 부상을 입었으나 몇 달 후 유럽으로 돌아올 때까지 어느 정도로 부상을 당하였는지는 공개적으로 알려지지 않았다. 헤밍웨이는 이후 약 2년 동안 아바나에서 보내며 회복에 전념했고, 1961년 7월 자살할 때까지 ‘아프리카 책’이라고 부르던 미완성 원고를 계속 작업하였다. 1970년대에 메리는 다른 원고와 함께 해당 원고를 존 F. 케네디 도서관에 기증하였고, 이 원고는 1990년대 중반 헤밍웨이의 아들 패트릭에 의해 공개되었다. 패트릭은 기본 줄거리를 강화하고 허구적인 측면을 강조하기 위해 작품을 원래 길이의 절반으로 편집했으며, 그 결과 회고록과 소설이 혼합된 결과물이 탄생하였다.
이 책에서 헤밍웨이는 결혼 생활 중 발생한 갈등, 아프리카의 유럽 문화와 원주민 문화 사이의 갈등, 작품이 쓰는 것이 불가능해졌을 때 작가가 느끼는 두려움 등을 탐구하였다. 또한 다른 작가들과의 우정에 대한 설명과 글쓰기의 본질에 대한 헤밍웨이의 생각도 담겨있다.

## 줄거리
회고록과 소설이 혼합된 형태를 이룬 이 책은 20세기 중반 마우 마우 반란이 일어났던 케냐 식민지(1920~1963)를 배경으로 한다. 12월, 화자인 어니스트와 그의 아내 메리가 킬리만자로산 측면의 케냐 고지대에 있는 사파리 캠프에서 마우 마우 반군들이 탈옥하면서 처하게 되는 상황을 다루고 있다.

## 배경
헤밍웨이는 1933년 두 번째 부인 폴린과 함께 아프리카의 사파리를 여행을 떠났고 이후 돌아올 계획이었다. 헤밍웨이는 이 여행의 경험을 통해 《아프리카의 푸른 언덕》과 《킬리만자로의 눈》 등을 집필하였다. 2년 후인 1953년 《노인과 바다》의 작업을 마친 헤밍웨이는 당시 탕가니카에 살던 아들 패트릭을 만나기 위해 아프리카로의 여행 계획을 세운다. 잡지사 《룩》(Look)에서 여행 경비 1만 5천 달러와 3,500자 분량의 여행 기사 판권으로 1만 달러를 제공하고, 사진 작가 얼 타이슨(Earl Theisen)이 동행하는 조건으로 아프리카 여행을 제안하였고, 헤밍웨이는 이를 흔쾌히 수락하였다. 그해 6월 헤밍웨이와 메리는 쿠바를 떠나 먼저 유럽을 들러 여행 준비를 하였고, 몇 달 후 베니스를 떠나 8월 탕가니카에 도착한다. 도착 이후 마우 마우 반란이 발생하였는데, 이에 대해 헤밍웨이는 일종의 명예 수렵 감시관이 되어 설레었다고 편지에서 밝혔다. 1933년에는 필립 퍼시벌이 사파리 가이드로서 4개월 간 부부와 동행하였다. 퍼시벌은 사렌가이(Salengai) 강둑에서 코끼리 무리와 함께 있는 헤밍웨이의 사진을 찍었으며, 키마나(Kimana) 늪지를 지나 리프트밸리 지역을 방문하였으며, 이후 그들은 패트릭이 있는 탕가니카로 향하였다. 농장에서 패트릭을 만난 그들은 킬리만자로산 북쪽 경사지에서 두 달간 머물렀다. 그 동안 퍼시벌은 떠났고, 헤밍웨이는 현지 병사들과 함께 수렵 감시관 역할을 맡게 된다. 헤밍웨이는 자랑스러운 이 경험을 통해 책을 쓸 수 있었다고 회고하였다.
1월 21일, 헤밍웨이는 메리를 위한 크리스마스 선물로 콩고 분지를 둘러보는 관광 비행기를 전세로 빌렸다. 이틀 후 이 비행기는 머치슨 폭포를 촬영하러 가던 중 버려진 전봇대에 부딪혀 추락했고 승객들은 경미한 부상을 입게 된다. 그날 밤 이들은 덤불 속에서 야영하며 구조 요청에 대한 응답을 기다렸다. 추락 현장을 목격한 지나가던 한 여객기는 생존자가 없다고 보고했고, 이로 인해 헤밍웨이의 사망 소식이 전 세계로 보도되었다. 다음 날 한 부시 파일럿(bush pilot)에 의해 구조되지만, 이륙 중 화재가 발생한 더 해빌런드 비행기가 추락하여 폭발하는 2차 사고가 발생한다. 이로 인해 헤밍웨이는 화상, 뇌진탕, 두피 부상, 복시, 왼쪽 귀의 간헐적 난청, 척추 골절 및 간·비장·신장 등이 파열하는 심각한 부상을 입게 된다. 결국 이들은 육로를 통해 엔테베로 이동하였고, 기자들은 헤밍웨이의 사망 소식을 보도하기 위해 엔테베로 모여들게 된다. 1월 26일 헤밍웨이는 기자들에게 농담을 하는 등 간단한 인터뷰를 진행하였고, 헤밍웨이의 사망 소식은 오보로 일단락되었다. 헤밍웨이는 이후 몇 주 동안 나이로비에 머물며 회복하였고, 기자들이 쓴 자신의 부고 기사를 읽기도 하였다. 회복하는 동안 헤밍웨이는 《룩》에 기고할 글을 집필하였고, 잡지사는 헤밍웨이에게 추락 사고에 대한 단독 기사 명목으로 2만 달러에 달하는 비용을 추가로 지급하였다. 해당 기사는 2호에 걸쳐 20쪽이 넘는 분량으로 잡지에 실렸다.
이러한 부상에도 불구하고 이듬해 2월에는 패트릭과 메리와 함께 낚시 여행을 떠나려 하지만, 극심한 통증으로 인해 성격이 성급해지며 쉽게 어울리지 못하였다. 이후에는 불행하게도 산불을 만나 다리와 상체 앞부분, 입술, 왼손과 오른팔에 3도 화상을 입게 된다. 수개월 후 베니스에서 헤밍웨이는 ‘척추 디스크 2개 손상, 간과 심장 파열, 어깨 탈구, 두개골 손상’ 진단을 받았다.
헤밍웨이는 쿠바의 핑카 비히아로 돌아오자마자 사파리에 관한 책을 집필하기 시작하였는데, 자신의 기억이 생생할 때 글을 쓰고 싶었기 때문이었다. 헤밍웨이는 10,000여 자 분량의 글을 빠르게 써내려갔고, 이 원고는 이후 800쪽 분량까지 늘어나게 된다. 1954년 9월 헤밍웨이는 편지에서 “내가 할 수 있는 능력의 1/2 정도만 하고 있지만, 모든 것이 점점 더 좋아지고 있다.”라고 밝혔다. 그러나 그로부터 3개월 후인 12월 말에 쓴 편지에서는 “올해는 좀 힘든 한 해였다... 때때로는 고통에 점점 지쳐간다.”라고 언급하였다.
1955년 12월 헤밍웨이는 신장 질환으로 병상에서 머물렀으며, 1956년 1월 사고 2주년에 쓴 편지에서는 여행을 기억하는 것이 어렵다고 밝히기도 하였다. 1956년에는 영화 《노인과 바다》 촬영에 동의하였고, 아프리카 여행에 대한 원고 작업을 포기하였다. 헤밍웨이는 편집자에게 “아프리카 책 작업을 재개하는 것이 불가능하다는 사실을 깨달았다.”라고 말하였다. 헤밍웨이는 자신이 작업한 원고를 아바나에 위치한 안전 금고에 보관하였는데, 1959년 쿠바 혁명이 발발하자 원고가 소실되지 않을까 우려하기도 하였다.

## 출판 역사
헤밍웨이 원고의 소유권은 복잡하게 얽혀져 있는데, 헤밍웨이가 집필한 아프리카 책의 원고를 바탕으로 두 권이 책이 출판되었다. 아들 패트릭 헤밍웨이가 편집한 《여명의 진실》과 학자 로버트 루이스(Robert Lewis)와 로버트 E. 플레밍(Robert E. Fleming)이 편집한 《킬리만자로 아래에서》가 해당된다. 1965년 메리 헤밍웨이는 헤밍웨이 재단을 설립하였고, 1970년대 헤밍웨이의 원고들을 존 F. 케네디 도서관에 기증하였다. 1980년에 헤밍웨이에 대해 연구하는 학자들이 기증된 원고를 분석하기 위해 한자리에 모였고, 이들은 ‘헤밍웨이 장학금을 지원하고 육성하는데 전념’하기 위한 목적으로 헤밍웨이 학회를 결성하게 된다. 1986년 메리 헤밍웨이가 사망하고, 아들 존과 패트릭은 헤밍웨이 학회에 헤밍웨이 재단의 업무를 맡아달라고 요청하였다. 이들은 헤밍웨이가 쓴 아프리카 책을 두 부분으로 나누어 출판하기로 계획하게 되고, 1999년 패트릭은 원고 일부분을 요약한 《여명의 진실》을 출판하였다. 헤밍웨이 재단은 이후 원고 전문을 검토하여 편집을 진행하였고, 해당 책은 이후 《킬리만자로 아래에서》로 출판된다.

1970년대 초에는 원고의 일부가 스포츠 잡지인 《스포츠 일러스트레이티드》에 연재되었고, 해당 연재분이 앤솔로지로 출간되기도 하였다. 패트릭은 헤밍웨이의 원고에 대해 ‘꽤 고통스러운 역사’를 가지고 있다며 회고하며, 아프리카 원고를 포함한 헤밍웨이의 다른 원고들에 대한 권리를 얻기 위해 각종 소송을 진행한 끝에 결국 헤밍웨이 학회와의 합의를 이끌어 낼 수 있었다고 말하였다.
출판사인 스크리브너스는 100,000자 미만의 분량을 요구하였고, 패트릭은 헤밍웨이가 남긴 200,000자에 이르는 원고를 다듬기 위해 2년간 작업하였다. 패트릭은 원고를 전자 형식으로 변환한 다음 작업을 진행하였는데, 그는 줄거리 서사를 강화하였고 가족과 다른 이들에 대해 비방이 포함된 긴 문장은 제거하였다. 패트릭은 자신의 편집에 대해 ‘독자들은 책의 본질을 잃지 않았을 것’이라고 말하였다.
《여명의 진실》은 1999년 7월 7일 출간되었으며, 초판은 20만 부가 인쇄되었다. 패트릭은 출간 당일 NBC의 《투데이》에 출연하기도 하여 책 홍보를 진행하였다. 이 책은 북 오브 더 먼스 클럽(BOMC)의 주요 작품으로 선정되었으며, 《더 뉴요커》에 연재되기도 하였다.

## 한국어판 출판 내역
다음은 《여명의 진실》의 한국어판 출판 내역이다. 《새벽에는 진실》, 《동틀 녘의 진실》으로도 제목이 번역되었으나 해당 명칭으로 출간되지는 않았다.
- 《여명의 진실》. 번역 권택영. 문학사상사. 1999 [1932]. ISBN 9788970123431.

## 참고 문헌
- Baker, Carlos (1972). Hemingway: The Writer as Artist (영어). Princeton: Princeton UP. ISBN 978-0-691-01305-3. (가입 필요).
- Baker, Carlos (1981). Ernest Hemingway Selected Letters 1917–1961 (영어). New York: Scribner's. ISBN 978-0-684-16765-7.
- Maryles, Daisy; Donahue, Dick (1999). “Death Shall Have No Dominion”. Publishers Weekly (영어) 246 (12).
- Miller, Linda Patterson (2006). “From the African Book to Under Kilimanjaro”. The Hemingway Review (영어) 25 (2): 78–81. doi:10.1353/hem.2006.0033. S2CID 161156516.
- Mellow, James (1992). Hemingway: A Life Without Consequences (영어). Boston: Houghton Mifflin. ISBN 978-0-395-37777-2.
- Meyers, Jeffrey (1985). Hemingway: A Biography (영어). New York: Macmillan. ISBN 978-0-333-42126-0.
- Reynolds, Michael (1999). Hemingway: The Final Years (영어). New York: Norton. ISBN 978-0-393-32047-3.
- Seefeldt, Michael (1999). “An Evening with Patrick Hemingway”. The Hemingway Review (영어) 19 (1).
- Steinberg, Sybil (1999). “True at First Light”. Publishers Weekly (영어) 246 (19).